# Monts Ogilvie
Les monts Ogilvie (en anglais : Ogilvie Mountains) sont une chaîne de montagnes de l'Ouest du territoire canadien du Yukon, au nord de la ville de Dawson City. Les sommets les plus connus font partie du parc territorial Tombstone.
Le point culminant de la chaîne est le mont Frank Rae qui culmine à 2 362 mètres d'altitude. Les sommets les plus connus avec leurs tours de granite découpées sont le mont Tombsone et le mont Monolith.
La région fut étudiée pour la première fois par William Ogilvie et la chaîne est nommée d'après lui.
La chaîne marque la limite septentrionale du territoire ancestral des Tutchtones.

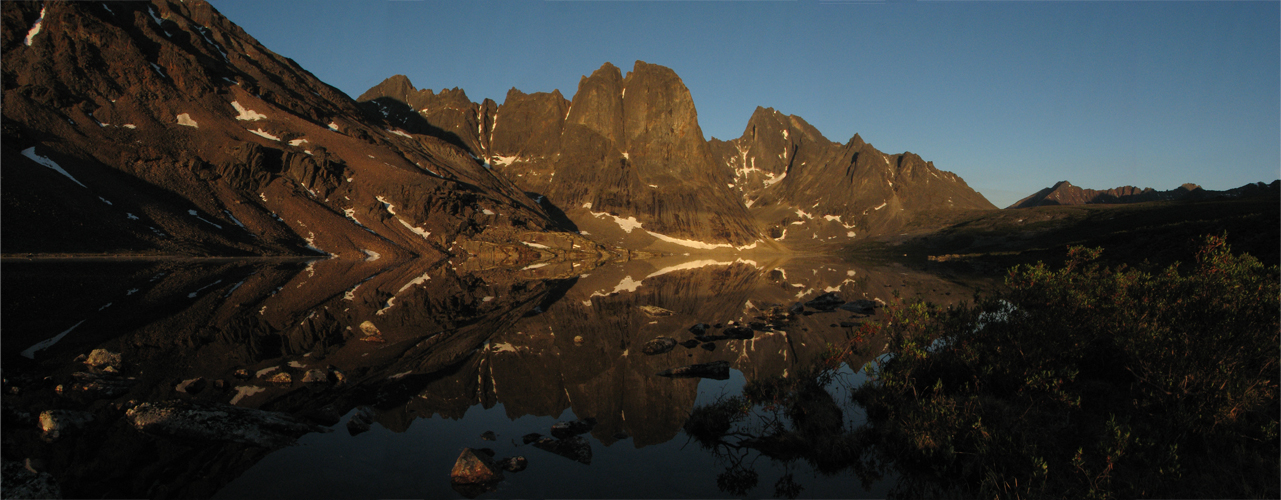
Vue du mont Monolith à l'aube depuis le lac Divide dans le parc territorial Tombstone, Yukon, Canada